# 2023年中国大陆矿难列表
本条目列出2023年发生在中国大陆的采矿生产事故。

## 总览

### 各省级行政区情况
|            | 矿山事故次数 | 矿山事故次数     | 矿山事故次数 | 矿山事故死亡人数 | 矿山事故死亡人数 | 矿山事故死亡人数 |       |
| 省级行政区 | 煤矿         | 金属和非金属矿山 | 总计         | 煤矿             | 金属和非金属矿山 | 总计             | 来源  |
| ---------- | ------------ | ---------------- | ------------ | ---------------- | ---------------- | ---------------- | ----- |
| 福建       |              | 7                |              |                  |                  |                  | [ 1 ] |
| 湖北       | 0            | 5                | 5            | 0                | 5                | 5                | [ 2 ] |
| 云南       | 7            | 22               | 29           | 7                | 26               | 33               | [ 3 ] |
| 甘肃       | 8            | 8                | 16           | 8                | 9                | 17               | [ 4 ] |

## 1月
1月27日，山西兰花集团莒山煤矿井下ZF1212炮掘工作面发生一起透水事故，造成4人被困。后4人全部遇难。

## 2月
2月8日，山西吕梁离石贾家沟煤业有限公司发生一起死亡1人的安全事故。
2月22日13时许，阿拉善左旗露天煤矿坍塌发生大面积坍塌，造成53人失联或死亡。
2月26日上午，南江县贵民镇五铜包铁矿发生一起井下突发事件，造成5人死亡、3人重伤。

## 3月
3月19日，贵州省黔西市谷里镇鑫昇煤业开发有限公司在建谷里煤矿发生煤与瓦斯突出事故，最后造成6人死亡。
3月26日，国能榆林能源郭家湾煤矿51204胶运顺槽发生1起顶板事故，造成1人死亡。

## 4月
4月2日13时29分，吉林省白山市江源区吉坤矿业有限公司一煤礦发生瓦斯爆燃事故，造成4人死亡、4人受伤，直接经济损失1016万元。公司被指蓄意瞒报事故。36人被處理。

## 6月
6月27日，阜新弘霖煤矿发生的一起煤矿事故，该事故共造成7人死亡、7人受伤。事發後當事方一度隱瞞。7月4日，阜新市委、市政府发现阜新弘霖煤矿发生安全生产事故的相关线索后，成立调查组开展核实调查。7月17日，辽宁省纪委监表示，辽宁阜新煤矿事故瞒报案件中的4名相关责任人接受纪律审查和监察调查。

## 8月
8月21日20时26分，延安市延川县新泰煤矿发生一起闪爆事故，造成11人死亡。

## 9月
9月24日上午8时10分左右，盘州市盘关镇山脚树煤矿发生一起事故，初步判断为运输胶带着火，造成16人死亡。

## 11月
11月28日下午14时40分，黑龍江双鸭山矿业公司所属双阳煤矿发生事故，事故造成11人遇难。

## 12月
12月20日15时50分，鸡西市恒山区坤源煤矿发生一起井下矿车运输事故，造成12名矿工遇难，13名矿工受伤。